# الحجامة (آيت بويحيى الحجامة)
الحجامة هي إحدى مشيخات المملكة المغربية، تتبع جغرافيا لإقليم الخميسات وإداريًا لآيت بويحيى الحجامة. يقدر عدد سكانها بـ 2488 نسمة حسب الإحصاء الرسمي للسكان والسكنى لسنة 2004.